# 韓廣 (天順進士)
韓廣（1428年—？），字道洪，湖廣長寧守禦千戶所人，明朝政治人物。進士出身。

## 生平
湖廣鄉試第七十九名。天順四年（1460年）庚辰科會試第九十五名，殿試登進士第三甲第八十五名。

## 家族
曾祖韓友亮。祖父韓子信。父亲韓文。